# Stray Dogs
Stray Dogs — ограниченная серия комиксов, которую в 2021—2022 годах издавала компания Image Comics.

## Синопсис
Главным героем серии является собака по кличке Софи. Она не помнит, как попала в незнакомый дом.

### Выпуски
| №           | Дата выхода     | Название  | Оценка на Comic Book Roundup    | Предполагаемый объём продаж (первый месяц) |
| ----------- | --------------- | --------- | ------------------------------- | ------------------------------------------ |
| #1          | 24 февраля 2021 | Good Girl | 8,4 из 10 на основе 19 рецензий | н/д                                        |
| #2          | 24 марта 2021   | Stay      | 8,9 из 10 на основе 13 рецензий | н/д                                        |
| #3          | 21 апреля 2021  | Lie Down  | 8,8 из 10 на основе 9 рецензий  | н/д                                        |
| #4          | 19 мая 2021     | Play Dead | 9,3 из 10 на основе 9 рецензий  | н/д                                        |
| #5          | 23 июня 2021    | Bad Dog   | 9,8 из 10 на основе 9 рецензий  | 24 816, позиция в Северной Америке — 122   |
| Dog Days #1 | 29 декабря 2021 | н/д       | 8,7 из 10 на основе 13 рецензий | н/д                                        |
| Dog Days #2 | 26 января 2022  | н/д       | 8,3 из 10 на основе 6 рецензий  | 60 559, позиция в Северной Америке — 3     |

### Сборники
| Сборник              | Тип обложки    | Дата выхода      | Собранный материал                                  | Кол-во страниц | ISBN                       | Предполагаемый объём продаж (первый месяц) |
| -------------------- | -------------- | ---------------- | --------------------------------------------------- | -------------- | -------------------------- | ------------------------------------------ |
| Stray Dogs           | Мягкая обложка | 15 сентября 2021 | Stray Dogs #1-5                                     | 144            | 978-1534319837, 1534319832 | 15 043, позиция в Северной Америке — 1     |
| Stray Dogs: Dog Days | Мягкая обложка | 20 июля 2022     | Stray Dogs: Dog Days #1-2, Stray Dogs FCBD Prologue | 128            | 978-1534323841, 1534323848 | н/д                                        |

## Отзывы
На сайте-агрегаторе рецензий Comic Book Roundup серия имеет оценку 8,9 из 10 на основе 78 отзывов. Дастин Холланд из Comic Book Resources в обзоре на первое коллекционное издание написал, что «Флис создал хорошо продуманный триллер», и был рад, что «все главные герои — очаровательные собаки». Мэтью Агилар из ComicBook.com, рецензируя первый выпуск, подчеркнул, что комикс оказался лучше, чем он ожидал. Джастин Харрисон из AIPT поставил дебютному выпуску 5 баллов из 10 и отметил, что у серии есть потенциал, но посчитал, что «этот первый выпуск — разочаровывающий, пустой комикс».